# Amanti senza domani (film 1932)
Amanti senza domani (One Way Passage) è un film statunitense del 1932 diretto da Tay Garnett.

## Premi
- Premi Oscar
  - 1934: Miglior soggetto

## Remake
Il film è stato oggetto di remake per il film Trovarsi ancora ('Til We Meet Again), uscito nel 1940 per la regia di Edmund Goulding.